# 숙주

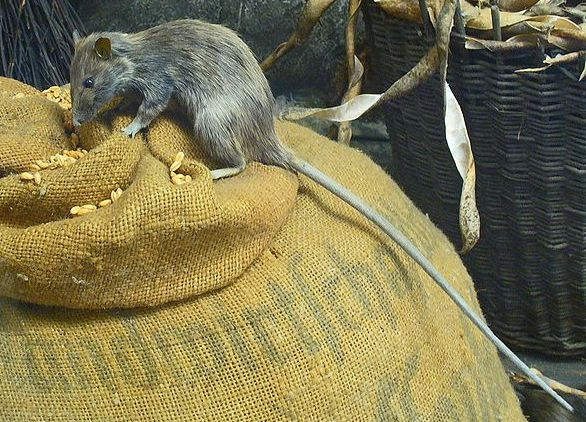
곰쥐(Rattus rattus)는 선페스트의 보유 숙주이다. 이 쥐들에 들끓는 동양쥐벼룩은 이 질병의 주가 되는 매개체이다.

숙주(宿主, 영어: host) 또는 기주(寄主)란, 생물학과 의학에서 기생충이나 균류 등의 기생물이 기생하거나 공생하는 상대의 생물이다. 숙주는 일반적으로 기생충 등에게 영양분을 공급하고 쉼터가 되는 존재이다.
예를 들어 기생충(예: 선충), 질병을 유발하는 병원성 바이러스가 있는 세포, 미토콘드리아 같이 유용한 공생관계에 있는 세포들이 숙주에 기생한다. 생태학의 관점에서 보면, 기생충이나 병원성 바이러스가 포식자(사냥을 하는 유기체)의 입장으로 침투한 숙주는 피식자(먹이가 되는 유기체)가 된다. 이 상황에서 기생생물 등이 숙주를 바로 죽이지 않는데, 이럴 때 유전적으로 공생하면서 진화하게 되면, 유전적으로 안정적인 공생 체제가 구축되기도 한다.
예로 사람 또는 인간도 숙주에 포함된다.

## 공생과 기생
공생은 유기체 사이에 다양한 형태로 나타난다. 공생 관계에서 기생물보다 숙주의 크기가 훨씬 큰 경우가 대부분인데, 이런 경우 기생을 당하는 쪽을 일반적으로 숙주라고 표현한다. 보통 기생물은 숙주에게 혜택을 받는다. 공생 관계에서는 숙주와 기생물은 서로 해를 끼치지 않고 함께 공존하며, 서로 이익을 얻는 경우가 많다.
대부분의 기생물은 자신의 일생에서 일부만 기생을 한다. 기생물과 가장 가까운 자립 생활을 하는 생물을 비교하면, 기생물은 적어도 233번의 진화를 한 것으로 확인되고 있다. 어떤 유기체는 숙주와 밀접한 관계를 유지하다가, 환경 조건이 악화될 때만 기생하게 된다.
기생물의 경우 숙주와 장기적인 관계를 가질 수 있다. 기생물은 숙주에게서 일반적으로 영양분을 흡수하는데, 보통 숙주를 죽음에 이르게 하지 않는다. 숙주의 입장에서 기생물은 영양분을 뺏어가는 포식자의 위치에 있으며, 궁극적으로 죽음에 이르게 할 수 있는 존재이다.

## 숙주의 감염

형태에 따른 포식 전략. 맨 왼쪽은 숙주 외부에 기생하여 영양분을 섭취하고 공생하는 관계, 두번째는 외부에서 독립적으로 영양분만 섭취하는 관계, 세번째는 내부에 침투하여 공생하는 관계, 네번째는 숙주에 내부나 외부에서 죽여서 섭취하는 관계, 다섯번째는 숙주를 바로 섭취하는 관계

기생물은 숙주와의 관계를 유지하면서 다양한 진화 전략을 갖는다. 기생이라는 것은 숙주와 기생물간의 공진화를 의미하는 것이며, 숙주의 유전자 다형성을 유지하면서 진화하는 것은 유전적 내성이 강화되는 측면이 있는 반면, 기생물의 유전자로 인한 질병 같은 대가를 치르기도 한다.

### 숙주의 형태에 따른 분류
- 1차 숙주 -  기생물이 성숙하고 번식할 수 있는 형태의 숙주. 최종 숙주가 된다.
- 2차 숙주 - 아직 번식할 수 없는 기생물이 성장을 할 수 있는 숙주를 가리킨다.
- 기생충 숙주 - 아직 번식할 수 없는 기생물을 보유하지만, 기생물이 성장하지 않고, 많은 수의 기생충이 축적될 수 있는 숙주.
- 막다른 숙주 - 숙주의 역할은 하고 있으나, 감염을 시키지 않는 숙주.
- 저수지 숙주 - 병원균을 보유하고 있지만, 아무런 영향을 받지 않고 있는 숙주. 하지만, 기생하는 바이러스는 다른 종으로 옮겨져서 영향을 끼칠 수 있다.

코로나19가 박쥐가 보유하고 있던 병원균이지만, 박쥐는 영향을 받지 않는다. 하지만, 사람에게 옮겨졌을 때에는 치명적인 바이러스가 되는 것이다. 이 경우 박쥐는 저수지 숙주이고, 사람은 1차 숙주가 된다.

## 기생성 병원체
기생성 병원체가 숙주 생물에 있는 영양분을 섭취하여 자라는 데 보통은 숙주세포와 공존해서 산다. 그러나, 여러 이유로 숙주 세포에 심각한 피해를 주는 기생체도 있다. 다음과 같은 경우가 있다.
- 보통은 피해를 주지 않지만, 숙주 생물이 갑자기 건강이 안 좋을 때
- 공기 감염 등, 숙주 세포간 이동이 간단한 경우에는 숙주 생물을 계속 사용할 필요를 느끼지 못함
- 병원체 자체가 생존력이 강한 경우

## 분자생물학
바이러스는 스스로 증식할 수 없으므로 숙주 생물에 붙어서 숙주 생물 속에 있는 단백질 합성에 필요한 리보솜과 효소를 얻어 바이러스가 숙주 세포 내에서 증식한다. 어느 정도 바이러스가 증식하면 숙주 세포가 죽으면서 바이러스가 유출된다.

## 같이 보기
- 공생